# Рейнфранконски езици
Рейнфранконски езици (на немски: Rheinfränkisch) представляват група горногермански диалекти, говорени в Холандия, Белгия, както и в някои германски области.